# طاقة إشعاعية

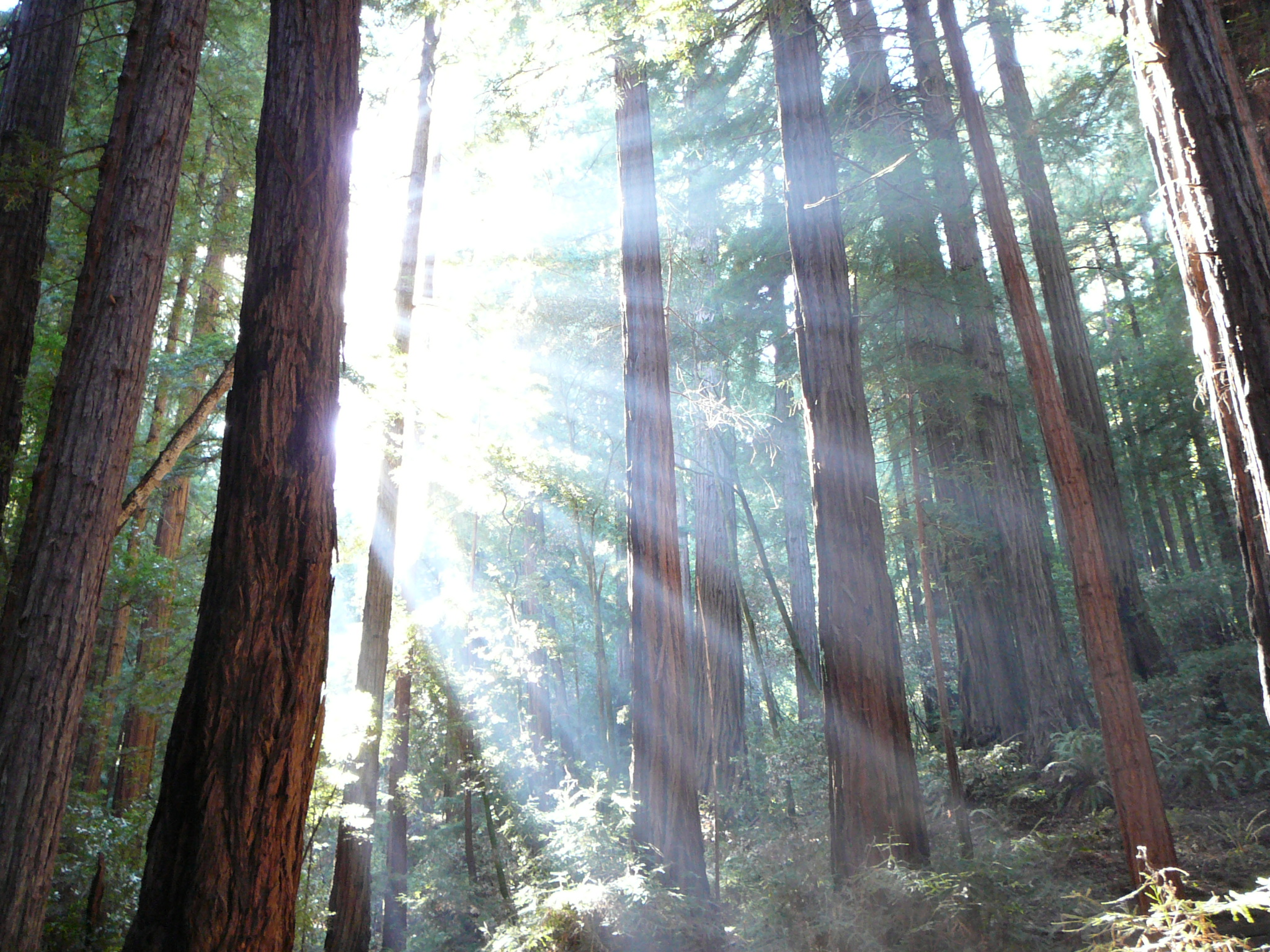
الضوء المرئي (أحد أشكال الطاقة الإشعاعية) في الغابة

طاقة إشعاعية هي طاقة الموجات الكهرومغناطيسية. يمكن حساب كمية الطاقة الإشعاعية بتكامل التدفق الإشعاعي مع اعتبار الزمن، وكما هو الحال في كل أشكال الطاقة، فالوحدة الدولية هي الجول. يستخدم هذا المصطلح خاصة عندما ينبعث الإشعاع من مصدر في البيئة المحيطة. ويمكن للطاقة الإشعاعية أن تكون مرئية أو غير مرئية للعين البشرية.